# إسباراغاليجو
بلدية إسباراكاليجو (بالإسبانية: Esparragalejo)، هي إحدى بلديات مقاطعة بطليوس، التي تقع في منطقة إكستريمادورا، والتي تقع في غرب إسبانيا.
يبلغ عدد سكانها 1.532 نسمة وفقاً لإحصائية سنة (2002).